# Alaa el-Ashry
Alaa el-Din Mohamed el-Ashry (* 6. Januar 1991) ist ein ägyptischer Leichtathlet, der sich auf den Hammerwurf spezialisiert hat.

## Sportliche Laufbahn
Erste internationale Erfahrungen sammele Alaa el-Ashry 2007 bei den Jugendweltmeisterschaften in Ostrava, bei denen er mit dem 5-kg-Hammer mit einer Weite von 70,14 m den zehnten Platz belegte. Im Jahr darauf schied er bei den Juniorenweltmeisterschaften in Bydgoszcz mit dem 6-kg-Hammer mit 69,19 m in der Qualifikation aus und 2009 siegte er bei den Juniorenafrikameisterschaften in Bambous mit neuem Meisterschaftsrekord von 75,59 m. 2010 siegte er bei den Arabischen-Juniorenmeisterschaften in Kairo mit 75,51 m und gewann anschließend bei den Juniorenweltmeisterschaften in Moncton mit einem Wurf auf 76,66 m die Bronzemedaille. 2010 erreichte er bei der Sommer-Universiade in Shenzhen mit 66,57 m mit dem regulären Hammer den zehnten Rang und gewann anschließend bei den Arabischen Meisterschaften in al-Ain mit 69,31 m die Silbermedaille hinter dem Kuwaiter Ali Mohamed al-Zankawi. 
2013 nahm er erneut an den Studentenweltspielen in Kasan und wurde diesmal mit 69,77 m Zwölfter. 2015 gewann er bei den Arabischen Meisterschaften in Madinat Isa mit 72,26 m die Bronzemedaille hinter seinem Landsmann Mostafa el-Gamel und den für Katar startenden Ashraf Amgad el-Seify. Vier Jahre später gewann er bei den Arabischen Meisterschaften in Kairo mit 72,69 m die Silbermedaille hinter dem Kuwaiter al-Zankawi und nahm daraufhin erstmals an den Afrikaspielen in Rabat teil, bei denen er mit 72,04 m ebenfalls die Silbermedaille gewann, diesmal hinter seinem Landsmann el-Gamel. 2022 sicherte er sich bei den Afrikameisterschaften in Port Louis mit 68,24 m die Bronzemedaille hinter den Südafrikanern Allan Cumming und Tshepang Makhethe und anschließend gelangte er bei den Mittelmeerspielen in Oran mit 67,26 m auf Rang zehn.